# جيمس ووكر (موزع)
جيمس ووكر (بالإنجليزية: James Walker)‏ هو موزع أسترالي، ولد في 9 أبريل 1913 في Ashfield, New South Wales ‏ في أستراليا، وتوفي في 20 أغسطس 1988.

## وصلات خارجية
- جيمس ووكر على موقع IMDb (الإنجليزية)
- جيمس ووكر على موقع ميوزك برينز (الإنجليزية)
- جيمس ووكر على موقع أول ميوزيك (الإنجليزية)
- جيمس ووكر على موقع ديسكوغز (الإنجليزية)